# MFK Jupiter
MFK Jupiter är en modellflygklubb hemmahörande i Luleå, Norrbotten. Ansluten till Sveriges Modellflygförbund.
- 1954 bildades MFK Jupiter. Premiäråret hade klubben 8 medlemmar
- 1979 var det 45 medlemmar i klubben
- 1987 invigdes det nya modellflygfältet Knöppelåsen ett par kilometer från Luleå centrum
- 1996 fick klubben tillgång till den nya klubblokalen i en före detta kasern på området Kronan i centrala Luleå
- 1998 Var MFK Jupiter Sveriges näst största modellflygklubb om man ser till antalet medlemmar

Klubben arrangerar varje år, första veckan i juli, en träff med namnet Midnight Sun Fly-In. År 2008 har klubben 10-årsjubileum på detta arrangemang.